# Сергій IV
Сéргій IV (лат. Sergius; ? —12 травня 1012, Рим, Папська держава) — сто сорок третій папа Римський (31 липня 1009 — 12 травня 1012).

## Життєпис
Народився у Римі, син шевця на ім'я Петро. У 1004 році став архієпископом Альбано, а після зречення папи Івана XVIII папою за підтримки фактичного правителя Риму та військового аристократа Івана Кресцентія III. Деякі історики вважають, що Сергій IV був ляльковим правителем у руках Кресцентія, інші, навпаки, стверджують про опір папи фактичному володарю Рима.
Вживав заходів до подолання голоду серед населення Риму. Існує припущення, що Сергій IV був убитий, адже він помер через тиждень після смерті свого покровителя Кресченція.